# 班迪內利宮

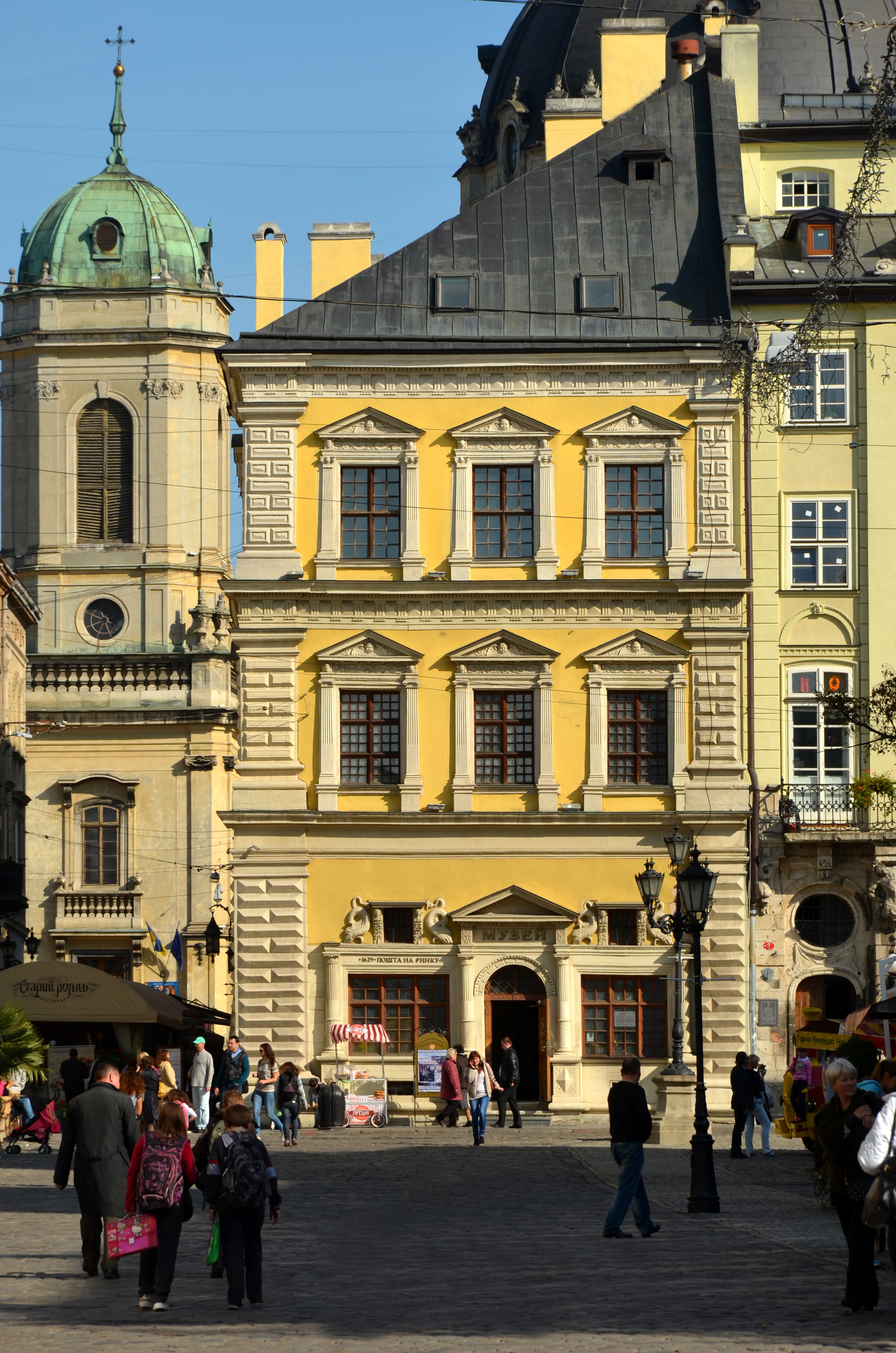
班迪內利宮

班迪內利宮（義大利語：Palazzo Bandinelli）是烏克蘭城市利沃夫的一座建築，位於市場廣場。這座建築始建於1589年。1737年至1739年，這座建築進行了大規模翻新。蘇聯成立之後，班迪內利宮成為利沃夫歷史博物館的一部分。